# Locais de sepultamento dos primeiros-ministros do Reino Unido
Esta é uma lista de locais de sepultamento dos primeiros-ministros do Reino Unido.
Primeiros-ministros são normalmente sepultados ou enterrados em um local associado a eles ou, tradicionalmente, à sede de sua família aristocrática. Oito primeiros-ministros foram sepultados na Abadia de Westminster, e vários outros recusaram essa honra; 14 primeiros-ministros foram sepultados em Londres. A maioria dos primeiros-ministros (40) foram sepultados na Inglaterra, seis na Escócia, e um, David Lloyd George, no País de Gales. Todos os primeiros-ministros foram enterrados na Grã-Bretanha, exceto dois, John Stuart, 3.º Conde de Bute e Harold Wilson. Oito primeiros-ministros que ocuparam o cargo no século XX foram cremados antes que suas cinzas fossem enterradas ou espalhadas em outro lugar.
| Nome                                                            | Local de sepultamento ou enterro                                                                       | Imagem                                             |
| --------------------------------------------------------------- | --- | -------------------------------------------------- |
| Sir Robert Walpole (1676–1745)                                  | Igreja de São Martinho, Houghton, Norfolk                                                              | São Martinho de Tours, Houghton                    |
| Spencer Compton, 1.º Conde de Wilmington (1673–1743)            | Capela da propriedade, Compton Wynyates, Warwickshire                                                  | Compton Wynyates                                   |
| Henry Pelham (1694–1754)                                        | Igreja de Todos os Santos, Laughton (East Sussex)                                                      | Igreja de Todos os Santos, Laughton                |
| Thomas Pelham-Holles, 1.º Duque de Newcastle (1693–1768)        | Igreja de Todos os Santos, Laughton (East Sussex)                                                      | Igreja de Todos os Santos, Laughton                |
| William Cavendish, 4.º Duque de Devonshire (1720–1764)          | Catedral de Derby, Derby, Derbyshire                                                                   | Catedral de Derby                                  |
| John Stuart, 3.º Conde de Bute (1713–1792)                      | Capela de Santa Maria, Rothesay, Ilha de Bute, Argyll and Bute                                         | High Kirk Churchyard, Rothesay                     |
| George Grenville (1712–1770)                                    | Wotton Underwood, Buckinghamshire                                                                      | Igreja de Todos os Santos, Wotton Underwood        |
| Charles Watson-Wentworth, 2.º Marquês de Rockingham (1730–1782) | Catedral de Iorque, Iorque, Yorkshire                                                                  | Nave da Catedral de Iorque                         |
| William Pitt, o Velho, 1.º Conde de Chatham (1708–1778)         | Abadia de Westminster, Westminster, Londres                                                            |                                                    |
| Augustus FitzRoy, 3.º Duque de Grafton (1735–1811)              | Igreja de Santa Genoveva, Euston, Suffolk                                                              |                                                    |
| Frederick North, Lorde North (1732–1792)                        | Igreja de Todos os Santos, Wroxton, Oxfordshire                                                        |                                                    |
| William Petty-FitzMaurice, 2.º Conde de Shelburne (1737–1805)   | Igreja de Todos os Santos, High Wycombe, Buckinghamshire                                               |                                                    |
| William Cavendish-Bentinck, 3.º Duque de Portland (1738–1809)   | Igreja paroquial de St Marylebone, Marylebone, Londres                                                 |                                                    |
| William Pitt, o Novo (1759–1806)                                | Abadia de Westminster, Westminster, Londres                                                            |                                                    |
| Henry Addington (1757–1844)                                     | Santa Maria a Virgem, Mortlake, Richmond Upon Thames, Londres                                          |                                                    |
| William Wyndham Grenville, 1.º Lorde Grenville (1759–1834)      | Burnham, Buckinghamshire                                                                               |                                                    |
| Spencer Perceval (1762–1812)                                    | Igreja de São Lucas, Charlton, Londres                                                                 |                                                    |
| Robert Banks Jenkinson, 2.º Conde de Liverpool (1770–1828)      | Igreja paroquial de Santa Maria a Virgem, Hawkesbury Upton, South Gloucestershire                      |                                                    |
| George Canning (1770–1827)                                      | Abadia de Westminster, Westminster, Londres                                                            |                                                    |
| Frederick John Robinson, 1.º Visconde Goderich (1782–1859)      | Nocton Hall, Nocton, Lincolnshire                                                                      | Remains of Nocton Hall                             |
| Arthur Wellesley, 1.º Duque de Wellington (1769–1852)           | Catedral de São Paulo, Londres                                                                         |                                                    |
| Charles Grey, 2.º Conde Grey (1764–1845)                        | Igreja São Miguel e Todos os Anjos, Howick, Northumberland                                             |                                                    |
| William Lamb, 2.º Visconde Melbourne (1779–1848)                | Igreja de Santa Eteldreda, Hatfield, Hertfordshire                                                     |                                                    |
| Sir Robert Peel (1788–1850)                                     | Igreja de São Pedro, Drayton Bassett, Staffordshire                                                    |                                                    |
| Lorde John Russell (1792–1878)                                  | Igreja de São Miguel, Chenies, Buckinghamshire                                                         |                                                    |
| Edward Smith-Stanley, 14.º Conde de Derby (1799–1869)           | Igreja de Santa Maria, Knowsley, Merseyside                                                            |                                                    |
| George Hamilton-Gordon, 4.º Conde de Aberdeen (1784–1860)       | Igreja de São João, Stanmore, Harrow, Londres                                                          |                                                    |
| Henry John Temple, 3.º Visconde Palmerston (1784–1865)          | Abadia de Westminster, Westminster, Londres                                                            |                                                    |
| Benjamin Disraeli (1804–1881)                                   | Igreja de São Miguel e Todos os Anjos, Hughenden, Nr High Wycombe, Buckinghamshire                     |                                                    |
| William Ewart Gladstone (1809–1898)                             | Abadia de Westminster, Westminster, Londres                                                            |                                                    |
| Robert Gascoyne-Cecil, 3.º Marquês de Salisbury (1830–1903)     | Adro de Santa Eteldreda, Hatfield, Hertfordshire                                                       |                                                    |
| Archibald Primrose, 5.º Conde de Rosebery (1847–1929)           | Adro de Dalmeny, Dalmeny, Cidade de Edimburgo                                                          |                                                    |
| Arthur Balfour (1848–1930)                                      | Igreja de Whittingehame, Whittingehame, East Lothian                                                   |                                                    |
| Sir Henry Campbell-Bannerman (1836–1908)                        | Adro de Meigle, Meigle, Perth and Kinross, Angus                                                       |                                                    |
| H. H. Asquith (1852–1928)                                       | Igreja de Todos os Santos, Sutton Courtenay, Oxfordshire                                               |                                                    |
| David Lloyd George (1863–1945)                                  | Túmulo de David Lloyd George, em uma margem do Afon Dwyfor, perto de Llanystumdwy, Gwynedd             |                                                    |
| Bonar Law (1858–1923)                                           | Cinzas enterradas na Abadia de Westminster, Westminster, Londres                                       |                                                    |
| Stanley Baldwin (1867–1947)                                     | Cinzas enterradas na Catedral de Worcester, Worcester, Worcestershire                                  |                                                    |
| Ramsay MacDonald (1866–1937)                                    | Cinzas enterradas no adro de Spynie, Spynie, Moray                                                     |                                                    |
| Neville Chamberlain (1869–1940)                                 | Cinzas enterradas na Abadia de Westminster, Westminster, Londres                                       |                                                    |
| Winston Churchill (1874–1965)                                   | Igreja de São Martinho, Bladon, Oxfordshire                                                            |                                                    |
| Clement Attlee (1883–1967)                                      | Cinzas enterradas na Abadia de Westminster, Westminster, Londres                                       |                                                    |
| Sir Anthony Eden (1897–1977)                                    | St Mary's, Alvediston, Wiltshire                                                                       |                                                    |
| Harold Macmillan (1894–1986)                                    | Igreja de Santo Egídio, Horsted Keynes, West Sussex                                                    |                                                    |
| Sir Alec Douglas-Home (1903–1995)                               | Adro de Lennel, Coldstream, Scottish Borders                                                           | Lennel Church                                      |
| Harold Wilson (1916–1995)                                       | Igreja Velha de Santa Maria, St Mary's (Ilhas Scilly), Cornualha                                       |                                                    |
| Edward Heath (1916–2005)                                        | Cinzas enterradas na Catedral de Salisbury, Salisbury, Wiltshire                                       |                                                    |
| James Callaghan (1912–2005)                                     | Cinzas espalhadas ao redor da base da estátua de Peter Pan no Great Ormond Street Hospital, em Londres | Estátua de Peter Pan, Great Ormond Street Hospital |
| Margaret Thatcher (1925–2013)                                   | Cinzas enterradas no Royal Hospital Chelsea, Chelsea, Londres                                          |                                                    |